# Fertőendréd
Fertőendréd is een plaats (község) en gemeente in het Hongaarse comitaat Győr-Moson-Sopron. Fertőendréd telt 638 inwoners (2015).

## Afbeeldingen

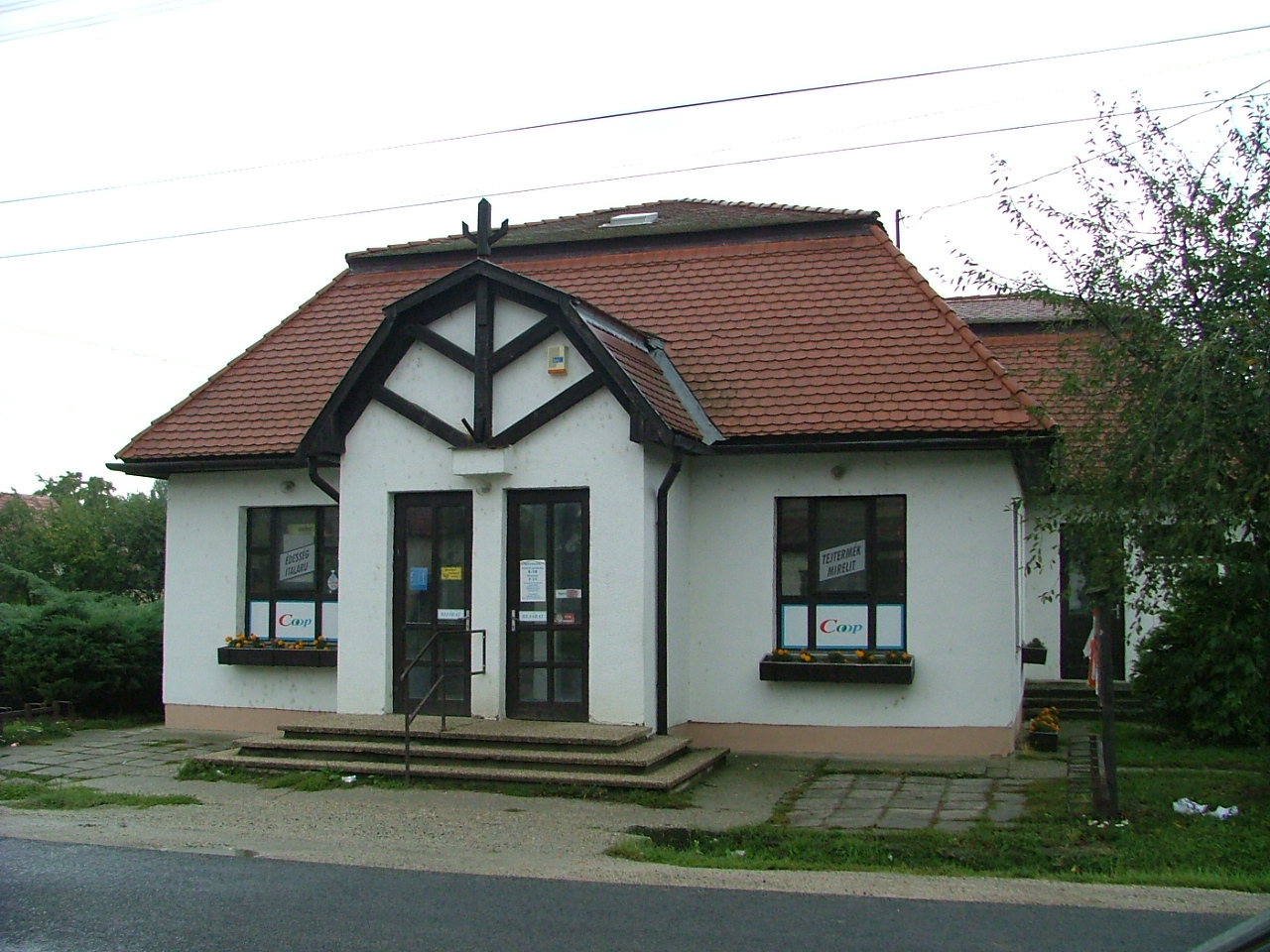
De supermarkt